# 関東学院六浦こども園
関東学院六浦こども園（かんとうがくいんむつうらこどもえん）は、神奈川県横浜市金沢区六浦東一丁目にある、学校法人関東学院が設置する、キリスト教系（プロテスタント）の認定こども園である。

## 校訓
- 人になれ  奉仕せよ

## 沿革
- 1884年 - 横浜山手64番に横浜バプテスト神学校創立。校長はA.A.ベンネット。
- 1895年 - 東京築地居留地42番に東京中学院創立。院長は渡瀬寅次郎。
- 1889年 - 東京中学院が東京牛込区市谷左内町29番地に移転し、校名を東京学院中等科と改称する。
- 1919年 - 中学関東学院の設立が認可される。
- 1927年 - 財団法人関東学院を組織。
- 1948年 - 関東学院女子短期大学附属幼稚園の設立。
- 2003年 - 関東学院女子短期大学の大学への組織変更に伴い、関東学院六浦幼稚園へと園名が変更。
- 2013年 - 保育園を併設し認定こども園となり、関東学院六浦こども園と名称変更。

## 通学手段など
- 園児の主な通学手段
  - 鉄道：最寄り駅よりバス等

京浜急行電鉄 金沢八景駅
金沢シーサイドライン 金沢八景駅

## 系列校
- 学校法人関東学院
  - 関東学院大学（横浜市中区、金沢区、小田原市）
  - 関東学院中学校高等学校（横浜市南区）
  - 関東学院六浦中学校・高等学校（横浜市金沢区）
  - 関東学院小学校（横浜市南区）
  - 関東学院六浦小学校（横浜市金沢区）
  - 関東学院のびのびのば園（横浜市港南区）